# Карлос Мануель Арана Осоріо
Карлос Мануель Арана Осоріо (ісп. Carlos Manuel Arana Osorio; 17 липня 1918 — 6 грудня 2003) — гватемальський військовик і політик, президент країни з 1970 до 1974 року.

## Кар'єра
До президентства командував військовою базою в департаменті Сакапа та проводив масові репресії стосовно тих, хто підозрювався у симпатіях до партизанів, за отримав прізвисько «сакапський м'ясник». Мав військове звання полковника.
Упродовж першого року його правління зберігалось положення облоги. Корінних жителів — індіанців — виганяли з землі. За час його президентства загинуло 10 % депутатів національного парламенту. Після виходу у відставку обіймав посаду посла Гватемали в Нікарагуа.